# Luis XV de Francia
Luis XV de Francia (en francés: Louis XV; Palacio de Versalles, 15 de febrero de 1710-10 de mayo de 1774), llamado el Bien Amado, fue rey de Francia y de Navarra entre los años 1715 y 1774.  También ostentó los títulos de copríncipe de Andorra y duque de Anjou. Heredado el trono de su bisabuelo Luis XIV a la edad de cinco años, habiendo fallecido anteriormente su padre y su abuelo, pasó sus primeros años de reinado en relativa tranquilidad, rodeado de preceptores que le proveyeron una gran cultura, mientras que el poder efectivo fue entregado a varios regentes. Al alcanzar la mayoría de edad le confió el gobierno al cardenal Fleury, su antiguo preceptor. Su indiferencia política y las derrotas militares, hicieron que la popularidad del monarca descendiese bruscamente, por lo que es recordado principalmente por su contribución a la cultura y a las artes, impulsadas por su amante madame de Pompadour quien dio nombre al estilo artístico que dominó el país durante su reinado. 
Su reinado de cerca de 59 años fue el segundo más largo en la historia francesa, solo superado por el de su predecesor y bisabuelo el rey Luis XIV que había gobernado durante 72 años. A diferencia de Luis XIV no tuvo contacto directo con la vida política de su país: se reunía con poca frecuencia con sus ministros y actuó en contra de sus expectativas, tramando una red de diplomáticos y espías. Su desinterés por la política y la constante sucesión de ministros que debilitaban el poder de Francia en Europa contribuyeron a sentar las bases para la Revolución francesa. Al inicio de su reinado fue amado por el pueblo, que rápidamente le apodó como el Bien Amado. Con los años, su debilidad en la toma de decisiones y la constante e intrigante presencia de sus amantes dinamitó su popularidad, produciéndose algunas celebraciones a su muerte en París. Por ello, hubo de celebrarse en secreto su funeral, para evitar que se produjeran burlas públicas ante su ataúd, como ocurrió con su predecesor.
En 1748 Luis XV, ganada la batalla de Fontenoy de 1745 devolvió los Países Bajos Austríacos. Cedió Nueva Francia en América del Norte a Gran Bretaña y España al final de la desastrosa Guerra de los Siete Años en 1763. Incorporó a Francia los territorios del Ducado de Lorena y la República de Córcega, siendo estas sus mayores ganancias territoriales durante su reinado. Los historiadores generalmente critican su reinado, citando cómo los informes de su corrupción avergonzaron a la monarquía, mientras que sus guerras agotaron la hacienda real y produjeron pocas ganancias. Su nieto y sucesor Luis XVI heredaría un reino que necesitaba una reforma financiera y política que finalmente conduciría a la Revolución Francesa de 1789.

## Infancia

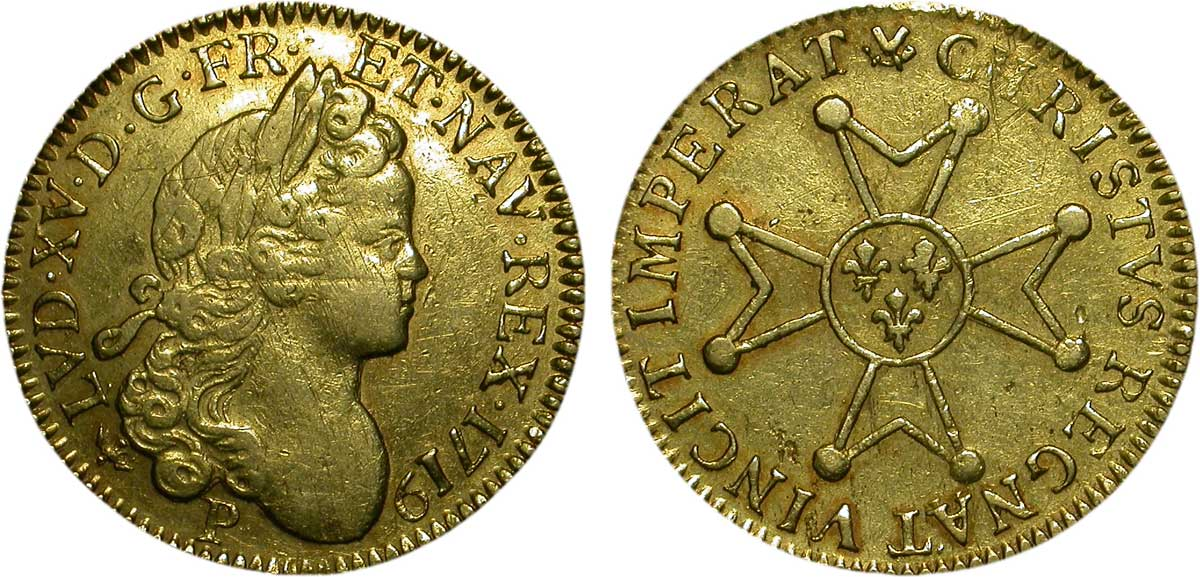
Luis XV.

El futuro Luis XV nació en el Palacio de Versalles el 15 de febrero de 1710, bajo el reinado de su bisabuelo, Luis XIV, el Rey Sol. Era el tercer hijo de Luis, duque de Borgoña y María Adelaida de Saboya, aunque fue criado como segundo hijo, ya que el primogénito murió antes de cumplir el primer año de edad. Su abuelo paterno era Luis, el Gran Delfín, llamado Monseigneur, hijo mayor del Rey Sol. Luis, ostentando el título de duque de Anjou desde su nacimiento, obtuvo los privilegios y títulos de un hijo de Francia.

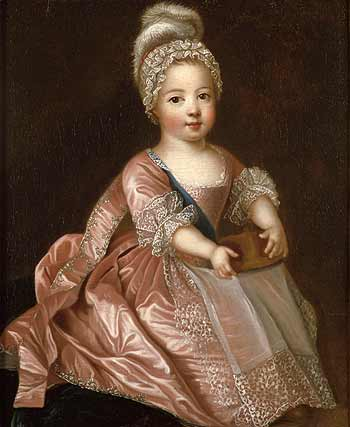
Luis XV en 1712 vestido de niña, como era costumbre en aquel tiempo para los niños de la realeza.

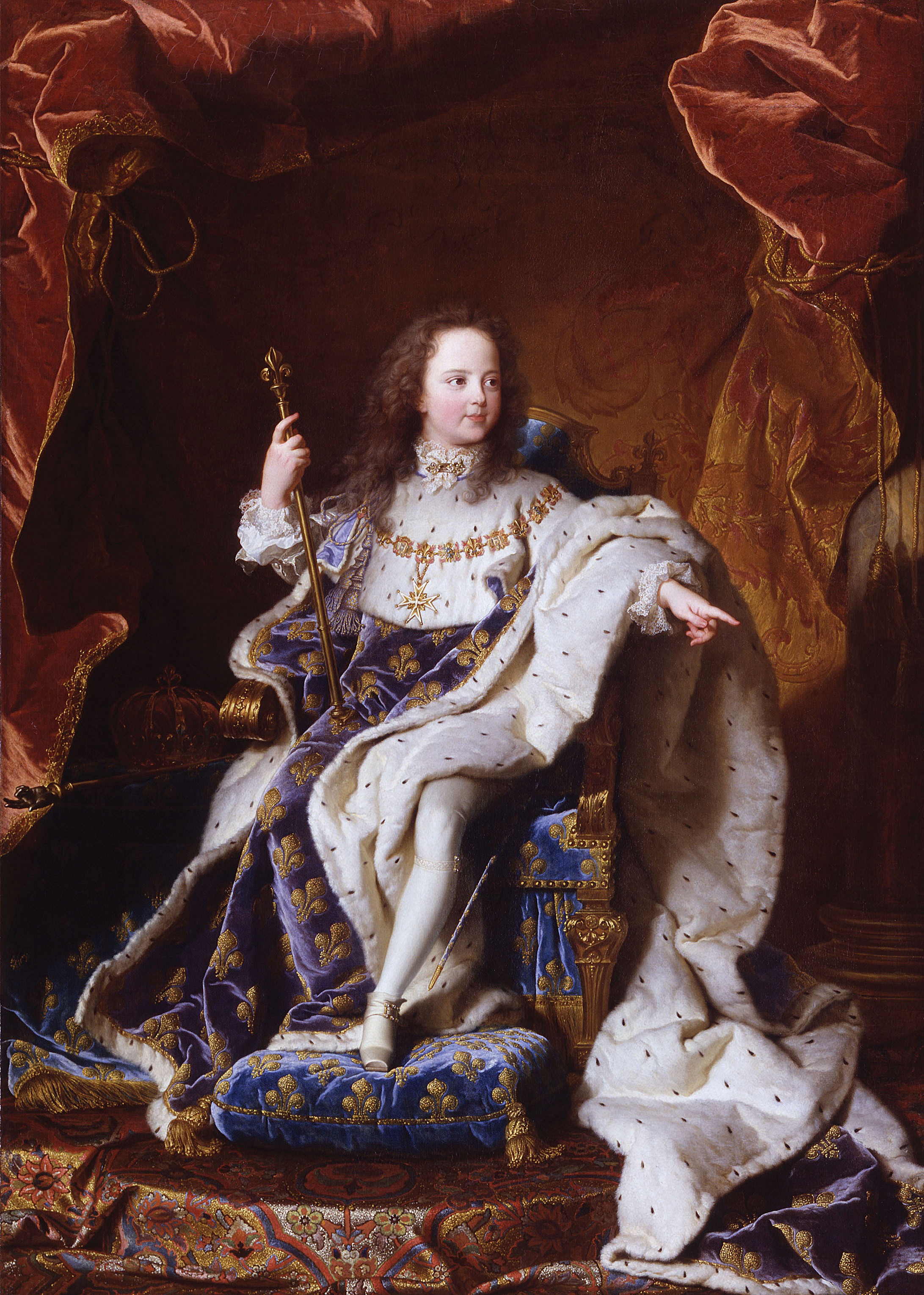
Luis XV cuando tenía 12 años, por Rigaud.

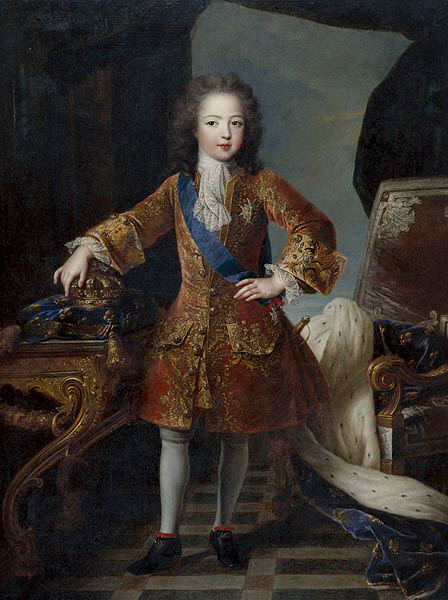
Luis XV de niño.

En 1710, el primero en la línea de sucesión era el Gran Delfín, hijo mayor y el único varón superviviente de Luis XIV. Monseigneur tuvo tres hijos: Luis, duque de Borgoña, luego investido como delfín; Felipe, duque de Anjou, que más tarde se convertiría en rey de España como Felipe V y Carlos, duque de Berry. La madre del pequeño Luis, la delfina María Adelaida, era una mujer viva y cariñosa, cosa poco frecuente en la Casa Real, pareciendo estar verdaderamente enamorada de su marido. La pareja desarrolló un papel central en la corte de Versalles cuando el Rey Sol envejeció. Ambos, junto con su segundo hijo, murieron de sarampión cuando el pequeño Luis tenía 2 años.
En 1700, Felipe, el duque de Anjou hereda la corona del país de su abuela, María Teresa de Austria, convirtiéndose en Felipe V de España. El traspaso de la Corona española de la Dinastía de los Austrias a la de los Borbones causó la Guerra de Sucesión Española (1701-1713). Se daba la particularidad que el nuevo soberano de España podría acceder al trono de Francia (como después se comprobó) si el Gran Delfín (hijo de Luis XIV) y el duque de Borgoña (nieto de Luis XIV) morían antes que Luis XIV, como así sucedió, de hecho. Las potencias protestantes unidas a los Habsburgo de Austria se opusieron a una posible unión dinástica entre Francia y España, lo que hubiera significado el nacimiento de la hegemonía de los Borbones. Con la firma de la Paz de Utrecht (1713) Felipe V tuvo que renunciar a la perspectiva de convertirse en monarca francés.
Entretanto, se dieron las condiciones que hubieran permitido a Felipe reinar también sobre Francia. El 14 de abril de 1711, durante un brote de viruela que estaba atacando Europa, el Gran Delfín enfermó y murió a los 49 años de edad. Su hijo, el duque de Borgoña, se convirtió entonces en el delfín de Francia. Apenas un año más tarde, el 12 de febrero de 1712, la delfina María Adelaida murió de sarampión, y una semana después, el 18 de febrero, el sarampión también condujo a la muerte a su marido, el duque de Borgoña. Ante el temor de que los dos niños también hubieran sido contagiados por la enfermedad, los médicos sometieron a violentas sangrías al mayor, el entonces investido delfín Luis, duque de Bretaña que murió el 8 de marzo, debilitado por el tratamiento. Solo la firme y decidida intervención de Madame de Ventadour, gobernadora de los Infantes Reales, les impidió a los médicos sangrar a Luis. La gobernanta, encerrada y asistida por tres niñeras, lo cuidó durante toda su enfermedad y Luis la quiso siempre como una madre. El delfín, tras la muerte de su abuelo, su padre y su hermano mayor, se convirtió en rey de Francia tres años más tarde, a la muerte de su bisabuelo Luis XIV.

## La regencia del duque de Orleans
Hacia finales de agosto de 1715, Luis XIV se estaba muriendo de gangrena. El 26 de agosto llamó a su bisnieto de cinco años, Luis, a su lado, y le dijo estas palabras que pasarían a la historia: «Hijo mío, vas a ser un gran rey. No imites mis gustos por construcciones y guerras. Al contrario, trata de tener paz con tus vecinos. Vuelve a Dios lo que le pertenece; reconócele las obligaciones bajo las que te encuentras; haz que tus súbditos lo honren. Sigue siempre buenos consejos. Trata de solventar el sufrimiento de tu pueblo, que me aflige no poder solucionar. (...)». Seis días después, el hombre que había gobernado Francia durante más de 70 años murió, y Luis XV fue proclamado como el nuevo rey.

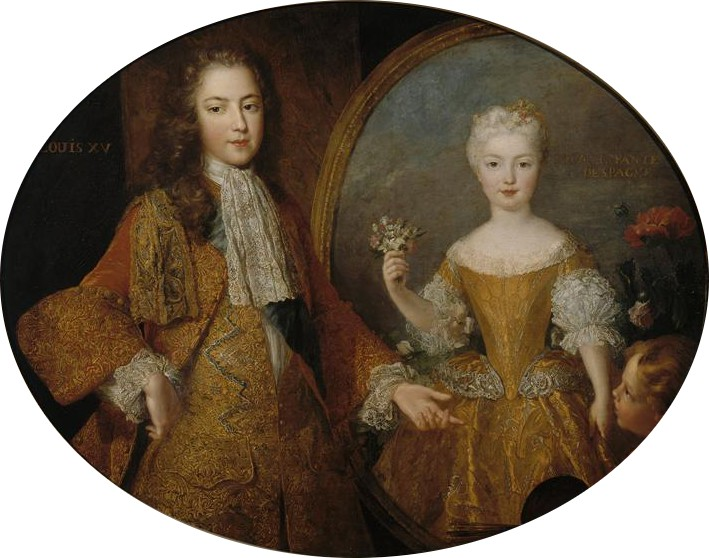
Luis XV y Mariana Victoria de Borbón.

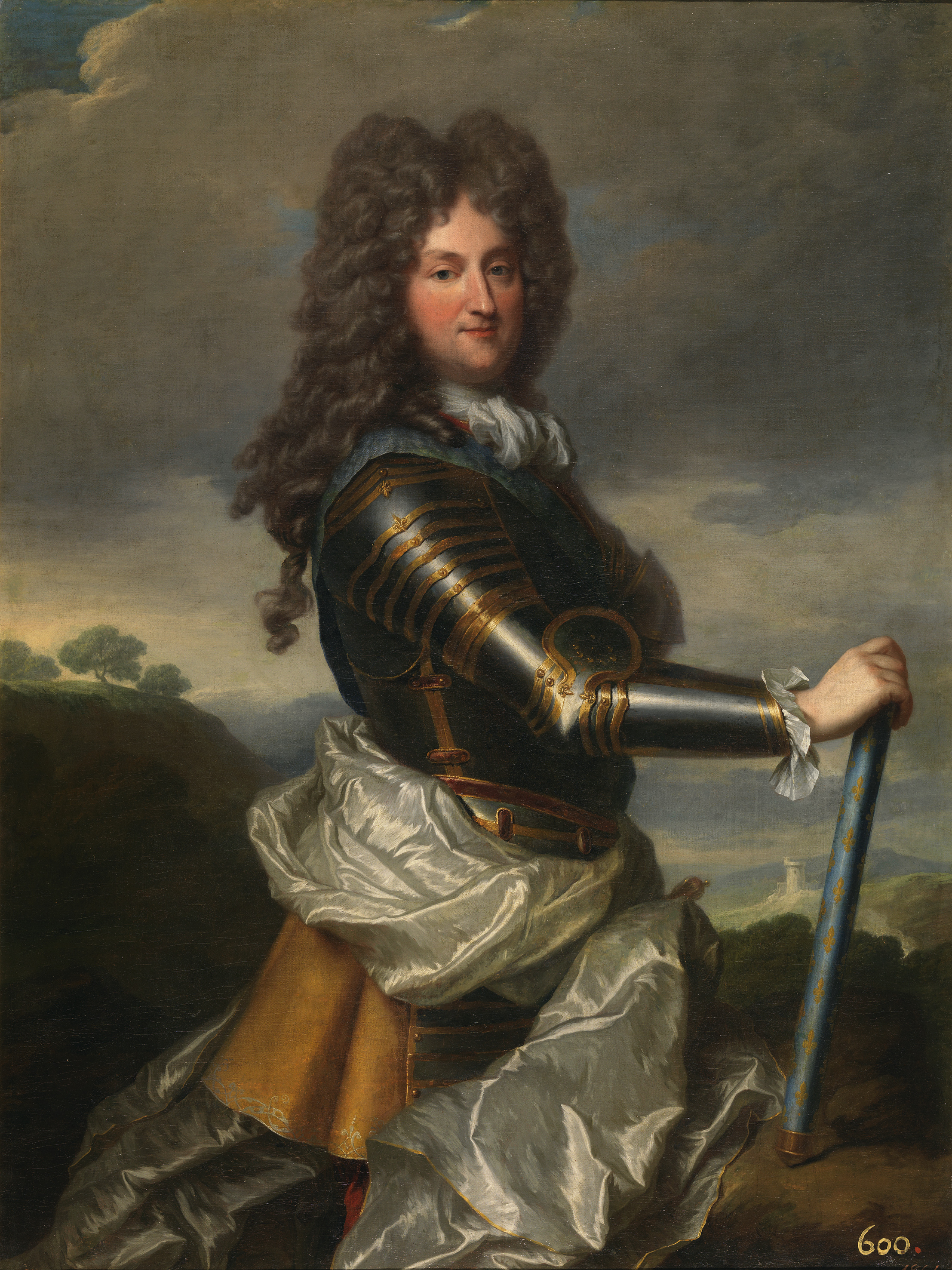
El regente Felipe de Orleans, por Jean-Baptiste Santerre.

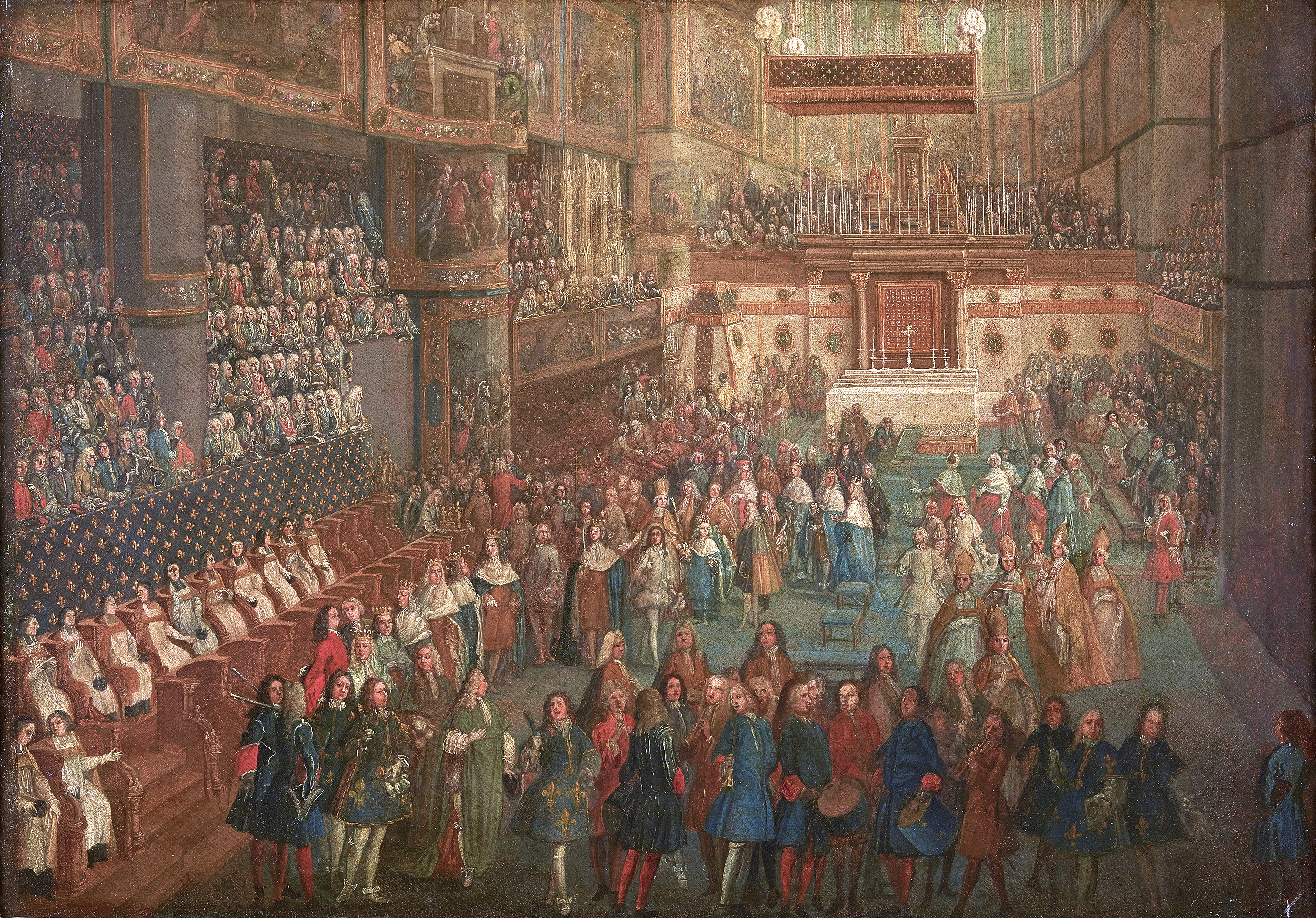
Coronación de Luis XV de Francia.

En agosto de 1714, un año antes de que muriera, Luis XIV había expresado su voluntad de conceder un papel prominente en la siguiente regencia a dos hijos que habían nacido de su anterior amante, Madame de Montespan, que había sido desde entonces legitimada; los dos hijos se conocían por Luis, duque de Maine y Luis Alejandro, conde de Toulouse. Al legitimar a sus hijos bastardos, Luis XIV trataba de remediar la muerte de la mayor parte de sus herederos varones en los tres años anteriores, y asegurar el futuro de una maltrecha dinastía. Sus cálculos pasaban porque el joven Luis XV muriera y los hijos bastardos de Luis XIV lo sucedieran en el trono. Esto iba en flagrante contravención de la tradicional regla de sucesión al trono de Francia. Este hecho resultó motivado también por la insistencia de la segunda esposa de Luis XIV, Madame de Maintenon, quien había criado a los dos niños y los tenía en gran estima (otros hijos bastardos del rey, que no fueron criados por Madame de Maintenon, no fueron legitimados). Este deseo buscaba realzar las posiciones de Toulouse, y especialmente las del hijo mayor, Maine, a expensas del hombre que se esperaba, por derecho tradicional, fuera regente y gobernara Francia hasta que Luis XV alcanzara la mayoría de edad, Felipe II de Orleans, hijo del hermano menor de Luis XIV.
La voluntad del rey estipulaba que hasta que el nuevo rey alcanzase la adultez, la nación sería conducida por un consejo real formado por 14 miembros. Felipe de Orleans fue nombrado presidente del consejo, pero todas las decisiones se tomaban por mayoría de votos; la composición del consejo, que incluía a Maine, Toulouse y varios miembros de la administración de Luis XIV, fue tal, que la voluntad de Orleans era normalmente rechazada.
El contenido de esta voluntad se reveló, y varias facciones comenzaron a alinearse tras Maine, Toulouse y Maintenon por un lado, y por otro Orleans. Esta última tuvo el apoyo de muchos entre la antigua nobleza de espadas (noblesse d'épée), descendiente de caballeros medievales en oposición a los noblesse de robe, la nueva aristocracia surgida de personas que habían adquirido algún cargo público al servicio del rey. Luis XIV había excluido habitualmente la noblesse d'épée del gobierno en favor de los plebeyos de la burguesía, que solían entrar así en la noblesse de robe y a los que podía controlar más fácilmente. Así, en la noblesse d'épée anhelaban un cambio político que los favoreciese y estaban disgustados con la legitimación de los «bastardos reales», Maine y Toulouse, a los que consideraban una afrenta a las reglas de herencia tradicionales.
Pronto el duque de Orleans asumió la Regencia en sus manos. Una de sus primeras decisiones fue ordenar el traslado de la corte del palacio de Versalles al Palais Royal, un pequeño palacete en el centro de París, donde podría controlar mejor la Regencia y al propio príncipe. A pesar de la gran responsabilidad que recayó sobre el duque, Felipe de Orleans no abandonó su vida licenciosa. Los escándalos tiñeron la regencia, con la organización de continuas orgías y fiestas desenfrenadas en los salones del Palacio.
Luis XV vivió su infancia marcado por las bacanales del duque, pero también por el terror a la muerte. En 1719, su tía la duquesa de Berry, célebre protagonista de las orgías del regente, fallece a los 23 años, víctima del exceso de comida y alcohol y de sus embarazos clandestinos.
Habiendo perdido a la mayoría de sus parientes a la edad de dos años, el príncipe desarrolló una personalidad reservada, tímida, caracterizada por ataques de melancolía y cambios bruscos de humor. Durante su adolescencia vivió en aquel palacio, desprovisto del cariño familiar del que dependía. Uno de sus importantes apoyos en aquellos años fue la princesa española Mariana Victoria de Borbón, hija del rey Felipe V de España, traída a Francia cuando era una niña para convertirse en la futura esposa del rey-niño. A pesar de los deseos de ambos reinos, la niña era demasiado joven para poder pensar en un matrimonio y no había herederos directos que asumiesen el trono francés en caso de que Luis XV muriese. Por el propio miedo a que los siguientes en la línea sucesoria, los Orleans, asumiesen el trono, el consejo de Regencia presionó al regente para que devolviese a la princesa a España.

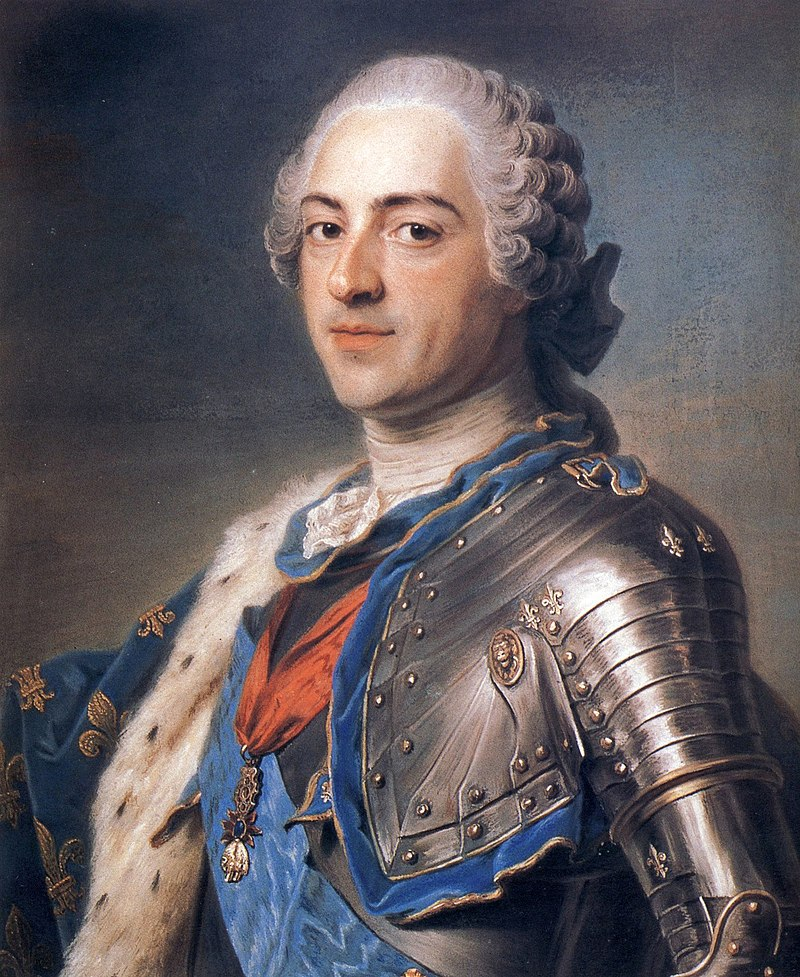
Retrato del rey por Maurice Quentin de La Tour.

Desde los 14 años, Luis XV comenzó a mezclarse entre jóvenes con los cuales vivió distintas aventuras. El académico Maurice Lever, en su biografía al rey francés, hace referencia a una homosexualidad latente en el rey: "Su atracción hacia los chicos fue muy temprana. Algunos biógrafos benévolos han intentado librarlo de esta preferencia. Pero está tan ampliamente relatada por los memorialistas más dignos de fe que no podríamos dudar de ello sin ofender gravemente a la verdad".

## André de Fleury

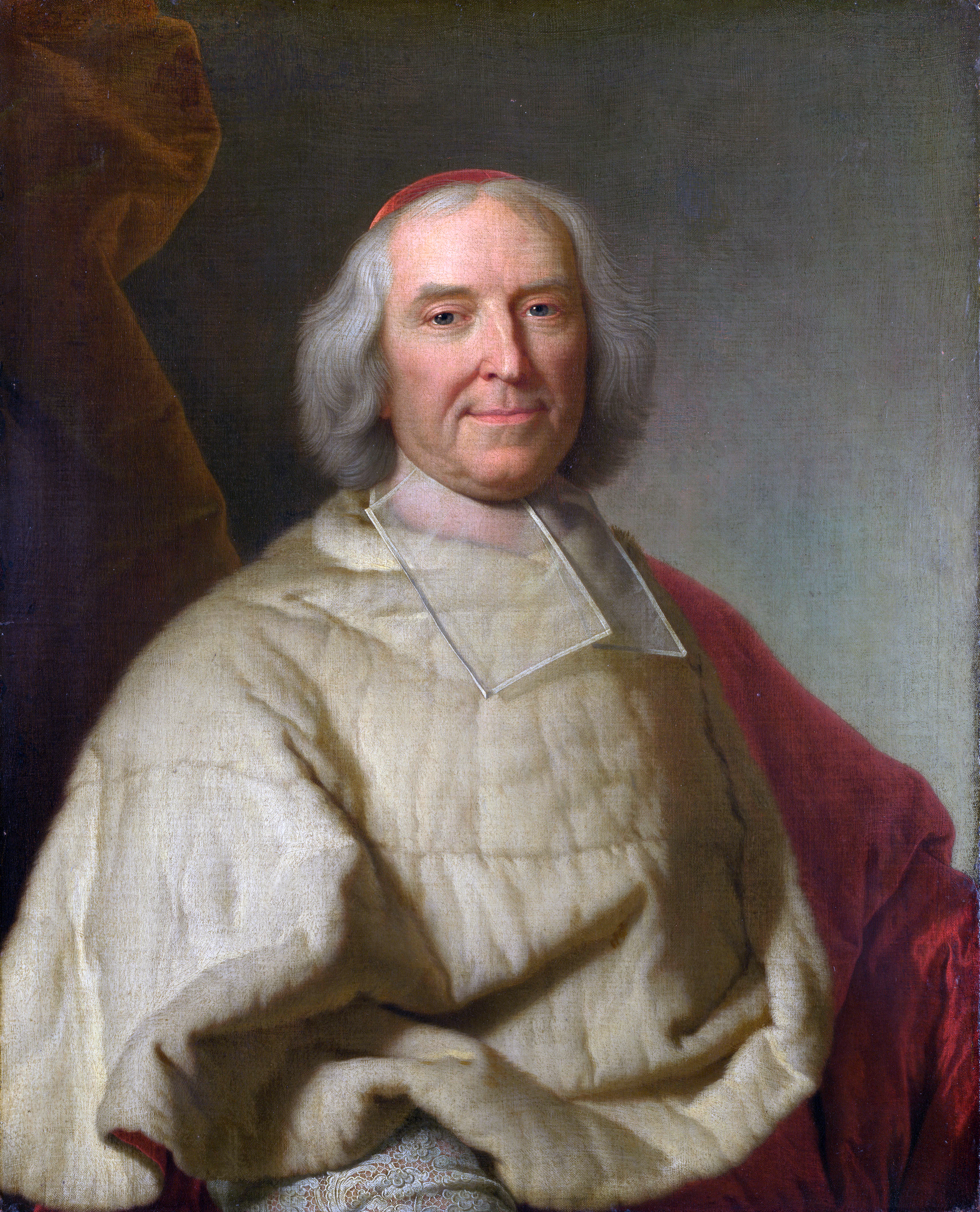
André Hercule de Fleury, por Hyacinthe Rigaud.

De acuerdo con el décimo codicilo del testamento de Luis XIV, el duque de Orléans nombró como preceptor del pequeño Luis a André Hercule de Fleury, quien se mantuvo al lado del monarca hasta 1726, cuando el duque de Borbón murió y fue reemplazado por el recién nombrado cardenal. Este llevó a cabo una política eficiente en el interior. Con él se restablecieron las finanzas, parte del problema de los jansenistas y aumentó el comercio.
Trató de no llevar adelante la guerra y, debido a la paz que quería el gobierno británico, estas dos naciones no se enfrentaron hasta 1740. No pudo evitar involucrarse en la Guerra de Sucesión Polaca, que concluyó con la victoria franco-española. No lograron decidir sobre Polonia, pero obtuvieron el ducado de Lorena y el reino de Nápoles, respectivamente. Aquel fue un gran logro exterior para Luis XV, quien vivió su época más feliz durante la dirección del anciano cardenal. Desgraciadamente, la intromisión en la guerra de Sucesión Austriaca en apoyo de Prusia, con la intención de desbandar definitivamente el imperio de los Habsburgo, le costaría un golpe del que los franceses guardarían un mal recuerdo.
El cardenal Fleury siempre tuvo un control sobre Luis XV. Durante su infancia, como preceptor suyo, influyó enormemente sobre él, inculcándole el miedo y respeto a lo sagrado, mientras aseguraba su posición de cara al futuro. Fleury nunca se mantuvo al margen de los escándalos que provocaba el rey. Receloso de mantenerse como el hombre fuerte de Francia, Fleury influyó enormemente al monarca para conseguir que se distanciase de la reina, intentando evitar que María se convirtiese en un contrapeso demasiado fuerte. Además, intentó mantener una importante vigilancia en las amantes que se fueron sucediendo en el lecho real. Ante la amenaza de que una dama consiguiese ejercer una fuerte influencia sobre Luis XV, el cardenal Fleury actuaba intentando que el rey se alejase de ese peligro, muchas veces, presentándole nuevas mujeres. Hasta su muerte, Fleury tuvo un enorme control sobre Luis XV y sólo cuando el cardenal desapareció, Luis comenzó a ejercer sus poderes con mayor independencia, a pesar de que en el futuro hubo mujeres que consiguieron influir de forma notable en la política del rey, destacando entre todas ellas la famosa marquesa de Pompadour.

## La reina polaca

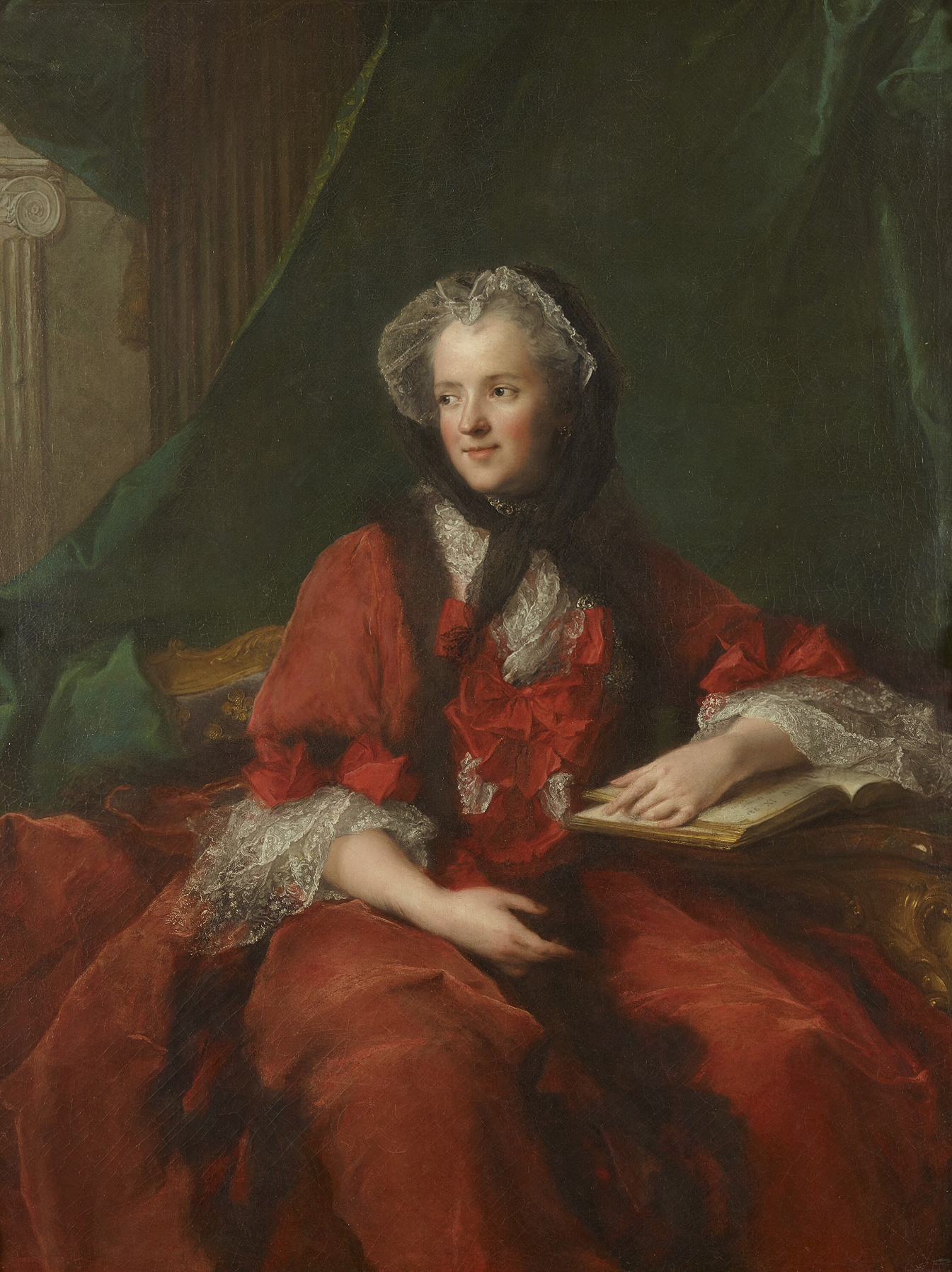
María Leszczynska, por Jean-Marc Nattier.

Cuando Luis XV asumió el poder, la corte pensó que ya era momento de concertar el matrimonio del rey. Comenzó una carrera a contrarreloj para elegir a la candidata más adecuada entre las jóvenes casaderas de Europa. Pronto fueron descartándose princesas por ser demasiado mayores o demasiado jóvenes para un rey de quince años. Entre las candidatas se hallaba la futura emperatriz Isabel I de Rusia, que recibió un duro golpe al ser rechazada. Finalmente, la elegida fue la princesa polaca María Leszczyńska, hija del destronado rey de Polonia, Estanislao I Leszczynski. A pesar de que María provenía de una familia noble, no poseía recursos económicos y no aportaba beneficios estratégicos pero ya era lo suficientemente madura como para cumplir la función esencial de las reinas del momento: dar un heredero a la corona. Así, el 5 de septiembre de 1725, los reyes contrajeron matrimonio en la catedral de Reims. En los primeros años, la pareja gozó de muy buenos momentos juntos. Se compenetraban bien y el rey empezó a confiar enormemente en su esposa. Al pasar el tiempo, el rey, viendo como perdía encantos físicos debido a sus frecuentes embarazos y partos, comenzó a alejarse de María, sustituyéndola en el gozo por un gran número de amantes.
María vivió hasta su muerte atada primero a continuos embarazos (le dio al rey 10 hijos en diez años) y luego dedicada a la religión. De carácter generoso, fue famosa en París por sus obras de caridad y ayuda hacia los más desafortunados y pronto consiguió el cariño del pueblo. A pesar de todo, el rey ya no volvió a apoyarse en ella y únicamente visitaba su lecho para cumplir los deberes matrimoniales, hasta que tras el nacimiento del último vástago la relación conyugal cesó definitivamente ya que María no quería volver a quedarse embarazada, considerando que había cumplido con creces sus deberes hacia la corona. Así, despechada por ver cómo su esposo se unía a las amantes titulares que cada vez cogían más poder en el palacio de Versalles, se apoyó en la fe y el cariño de sus hijos.

## Madame de Pompadour
En 1743 murió el cardenal Fleury, y fue entonces cuando pareció que Luis XV asumiría personalmente el gobierno de su reino. Pero, ciertamente, esto estuvo lejos de ser verdad. En 1745, entre otros festejos, se celebró un baile de máscaras por el matrimonio del hijo de Luis XV; en este, el rey conoció a una hermosa burguesa casada de nombre Jeanne-Antoinette Poisson, la cual luego fue instalada en Versalles. Luis la nombró marquesa de Pompadour y la separó legalmente de su marido; fue presentada oficialmente en la corte el 14 de septiembre. Recibió asimismo el título de duquesa, con derecho a sentarse junto a la reina; pero, al contrario que las anteriores favoritas, Madame de Pompadour jamás hizo uso de él, por respeto a la soberana.

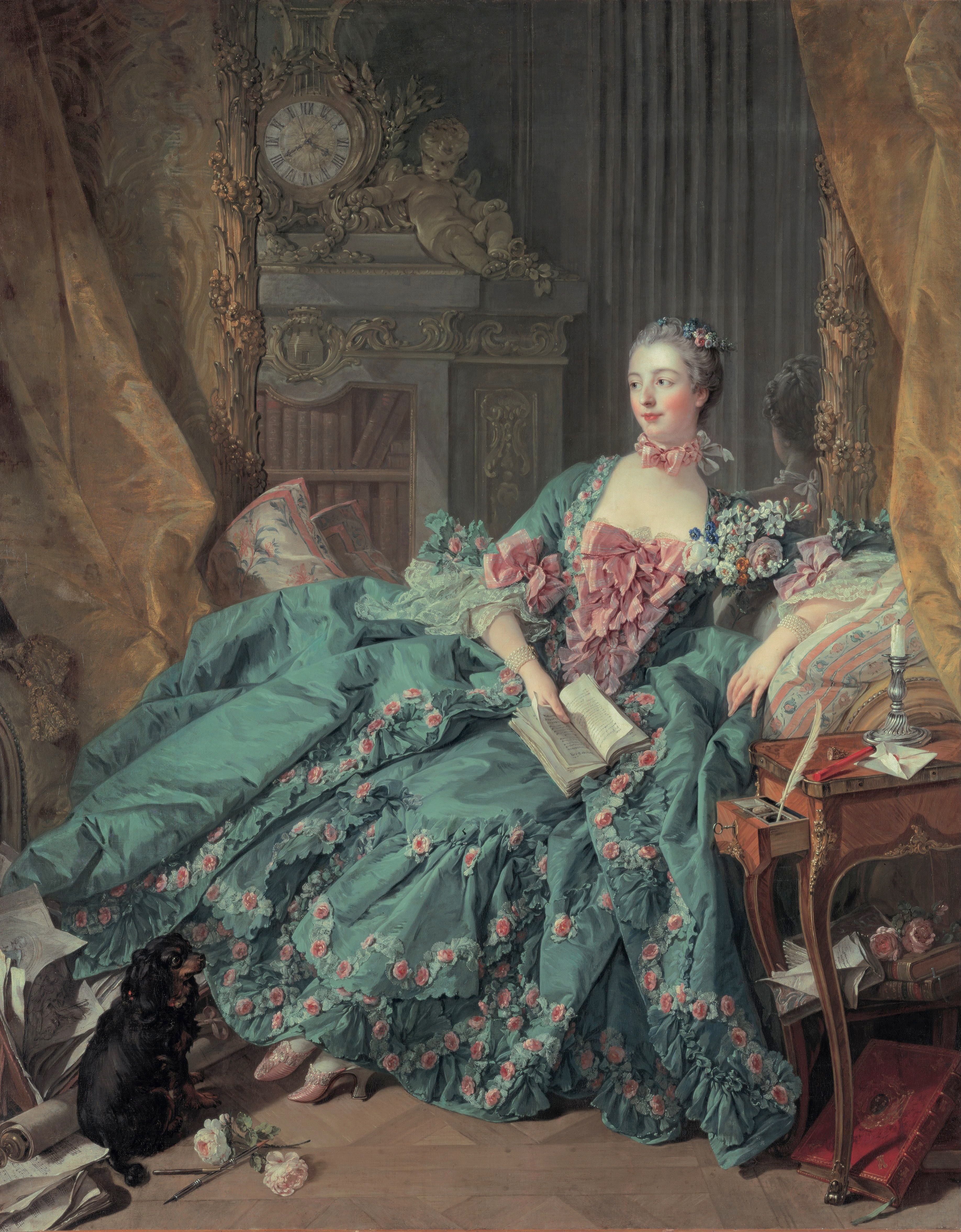
Madame de Pompadour, en un retrato por François Boucher (1758).

A pesar de que para 1753 Pompadour ya había dejado de frecuentar la cámara del rey, nunca dejó de ser tratada como la favorita. Inspiró a Luis para que sólo frecuentara a muchachitas jóvenes, de las cuales él no se encaprichaba demasiado y, debido a su juventud e inexperiencia, nunca serían rivales para la veterana dama. Durante este periodo, el gusto por el arte se agudizó y el estilo rococó llegó a ponerse de moda en toda Europa. Se construyó en Versalles un nuevo palacete, que luego fue llamado el Petit Trianon; el nuevo estilo artístico se extendió por Europa pues Francia seguía siendo el centro estético y aristocrático de Europa.
Sin embargo, en política exterior los fracasos fueron inevitables. La guerra de sucesión austríaca no arrojó ningún resultado positivo, más aún, acabó como había comenzado, más allá de la tremenda irregularidad fiscal que había gestado. La crisis interna se agudizó a causa de la oposición del Parlamento a la política religiosa de Luis, quien beneficiaba a los jesuitas, y a las bulas papales, como la de Unigenitus. El tremendo legado de hambrunas, pestes y muertes que había dejado la guerra contribuyó a la impopularidad del monarca.
Pero nada de eso se compararía con el resultado que obtendría Francia, luego de siete años de una guerra mucho peor, a la que también había llevado aquella cortesana favorita. París no dejaba de reunirse para humillarla y escribir chascarrillos obscenos sobre su persona. Las medidas diplomáticas tomadas entonces no sirvieron para nada, frente a las grandes derrotas. La flota francesa fue aniquilada en los mares, el desinterés llevó a que ni Luis ni sus ministros se preocupasen por sus colonias. La pérdida de éstas fue inevitable, pero ni siquiera en el continente hubo triunfo alguno. La invasión de Hannover no significó en lo más mínimo un triunfo. Al fin de la guerra, Francia se había quedado con un saldo de 200.000 soldados muertos, y con una flota totalmente destruida. Su lugar como potencia se vio amenazado, y comenzó entonces un déficit fiscal que no se regularía en casi un siglo.

## Últimos años
En los últimos años de su reinado, la corte de Versalles fue un teatro de costumbres. María Antonieta, residente en palacio desde su matrimonio con el futuro Luis XVI, tuvo dificultades para disimular su disgusto por la amante del rey, Madame du Barry. El rey construyó un conjunto de lujosas habitaciones para Madame du Barry en el piso sobre sus oficinas; Madame du Barry también era la anfitriona en el Petit Trianon, que el rey había construido años antes para Madame de Pompadour, y en el Pavillon de Louveciennes, también construido para Madame de Pompadour. La corte se dividió entre los que acogieron a Madame du Barry y los de la aristocracia más antigua, como el duque de Choiseul y María Antonieta, que la despreciaron. El rey continuó con sus grandes proyectos de construcción, incluido el teatro de ópera del Palacio de Versalles, terminado para la celebración de la boda del Delfín y María Antonieta, y la nueva Place Louis XV (ahora Place de la Concorde) en París, cuya pieza central era una estatua ecuestre del rey, inspirada en la de Luis XIV en la Place Vendôme y que fue derribada en la Revolución francesa.

### Muerte
El 26 de abril de 1774, el rey partió hacia el Petit Trianon con Madame du Barry y varios nobles de su séquito, e informó que se sentía enfermo. Participó en la caza al día siguiente, pero regresó en su carruaje en lugar de a caballo. Esa noche todavía se sentía enfermo y llamó al médico de la corte, Le Mariniére. Ante la insistencia del cirujano, el rey fue devuelto al Palacio de Versalles para recibir tratamiento, junto con Madame du Barry y los demás. El rey fue atendido por seis médicos, seis cirujanos, cada uno de los cuales tomó su pulso y dio su diagnóstico. Los cirujanos lo desangraron tres veces, sin efecto. Cuando aparecieron algunas erupciones rojas en su piel, los médicos diagnosticaron por primera vez una variola pequeña, o viruela, lo que provocó optimismo, ya que tanto el propio rey como sus médicos creían que ya había pasado la enfermedad. 
Se pidió a los miembros de la familia real, en particular al delfín y a María Antonieta, que se fueran, ya que aún no habían padecido la enfermedad y no tenían inmunidad. Madame du Barry permaneció con él. A medida que pasaban las horas, las erupciones rojas de la enfermedad empeoraron y los médicos empezaron a temer por su vida. En la mañana del 1 de mayo llegó a Versalles el arzobispo de París, pero se le mantuvo fuera de la habitación del rey para evitar alarmarlo. El rey permaneció consciente y alegre durante aquellos días. Sin embargo, el 3 de mayo, estudió las erupciones en sus manos, llamó al arzobispo y anunció: "Tengo el variole petite". El arzobispo le indicó que se preparara para los ritos finales. Esa noche, llamó a Madame du Barry, le informó del diagnóstico y le dijo: "No podemos reanudar el escándalo de Metz. Si hubiera sabido lo que sé ahora, no la habrían admitido. Se lo debo a Dios y a mi gente. Por lo tanto, tienes que irte mañana ".  El 7 de mayo convocó a su confesor y se le dieron los últimos sacramentos. La enfermedad continuó su curso; un visitante del 9 de mayo, el duque de Croy , dijo que el rostro del rey se parecía, con el oscurecimiento de las erupciones de la viruela, "una máscara de bronce". Luis murió a las 3:15 de la mañana del 10 de mayo de 1774.

## Descendencia
El 4 de septiembre de 1725, Luis contrajo matrimonio con María Leszczyńska  (1703-1768), cuyo padre Estanislao I había sido brevemente rey de Polonia. Tuvieron diez hijos, tres de los cuales murieron en la infancia:
1. Luisa Isabel (14 de agosto de 1727-6 de diciembre de 1759), casada con Felipe I de Parma. Tuvo descendencia.
2. Ana Enriqueta (14 de agosto de 1727-10 de febrero de 1752), gemela de la anterior. Murió soltera y sin descendencia.
3. María Luisa (28 de julio de 1728-19 de febrero de 1733), murió en la infancia.
4. Luis Fernando (4 de septiembre de 1729-20 de diciembre de 1765), delfín de Francia. Casado con María Teresa de España y posteriormente con María Josefa de Sajonia. Tuvo descendencia.
5. Felipe (30 de agosto de 1730-7 de abril de 1733), duque de Anjou. Murió en la infancia.
6. María Adelaida (23 de marzo de 1732-27 de febrero de 1800), duquesa de Louvois. Murió soltera y sin descendencia.
7. Victoria (11 de mayo de 1733-7 de junio de 1799), murió soltera y sin descendencia.
8. Sofía (27 de julio de 1734-2 de marzo de 1782), duquesa de Louvois. Murió soltera y sin descendencia.
9. Teresa Felicita de Francia (16 de mayo de 1736-28 de septiembre de 1744), murió en la infancia.
10. Luisa María (15 de julio de 1737-23 de diciembre de 1787), Madame Séptima (después Madame Luisa), se unió a la Orden de los Carmelitas en 1770 con el nombre de Madre Teresa de San Agustín O.C.D.

### Descendencia ilegítima
Luis XV tuvo varios hijos ilegítimos, aunque se desconoce el número exacto. Los conocidos son:
- Con Pauline Félicité de Mailly-Nesle:
  - Carlos Emanuel de Vintimille (1741-1814), apodado El medio Luis.

- Con Jeanne Perray:
  - Amélie Florimond de Norville (11 de enero de 1753-27 de septiembre de 1790)

- Con Marie-Louise O'Murphy:
  - Agatha Luisa de Saint-Antoine (1754-1774), marquesa de La Charce.
  - Margarita Victoria Le Normant de Flaghac (1768-1830)

- Con Françoise de Châlus:
  - Felipe Luis (1750-1834), Duque de Narbonne-Lara.
  - Luis María (1755-1813), conde de Narbonne-Lara.

- Con Marguerite-Catherine Haynault:
  - Agnès Louise de Montreuil (20 de mayo de 1760-2 de septiembre de 1837)
  - Anne Louise de La Réale (17 de noviembre de 1762-30 de abril de 1831)

- Con Lucie Madeleine d'Estaing:
  - Agnès Lucie Auguste (14 de abril de 1761-4 de julio de 1822)
  - Aphrodite Lucie Auguste (8 de marzo de 1763-22 de febrero de 1819)

- Con Anne de Romans:[6]
  - Louis-Aimé de Bourbon (1762-1787), abate de Borbón.
- Con Jeanne-Louise Tiercelin de La Colleterie (1746-1779):[6]
  - Benoît-Louis Le Duc (1764-1837), conocido como el abate Le Duc.

- Con María Teresa Boisselet:
  - Charles Louis Cadet de Gassicourt (1769-1821), Caballero del Imperio.

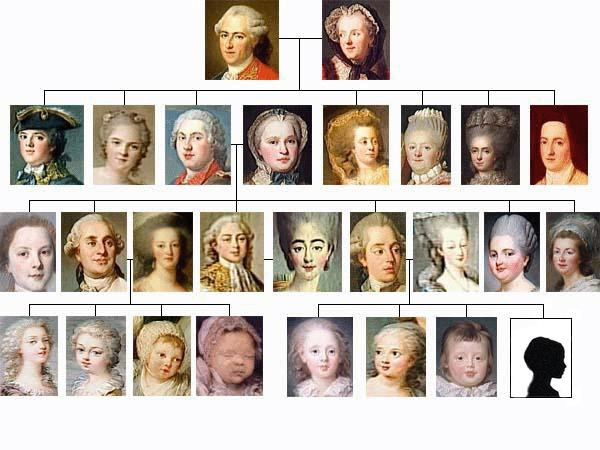
Árbol genealógico de la familia real desde la época de Luis XV hasta los hijos de Luis XVI y los de Carlos X.

## Títulos y tratamientos
| ● 1710-1712: | Su alteza real el duque de Anjou              |
| ● 1712-1715: | Su alteza real el delfín de Francia           |
| ● 1715-1774: | Su alteza real el rey de Francia y de Navarra |

## Ancestros
|  |                                         |  |  |  |  |  |  |  |  |  |  |  |  |  |  |  |
|  | 16. Luis XIII de Francia (=28)          |  |  |  |  |  |  |  |  |  |  |  |  |  |  |  |
|  |                                         |  |  |  |  |  |  |  |  |  |  |  |  |  |  |  |
|  |                                         |  |  |  |  |  |  |  |  |  |  |  |  |  |  |  |
|  | 8. Luis XIV de Francia                  |  |  |  |  |  |  |  |  |  |  |  |  |  |  |  |
|  |                                         |  |  |  |  |  |  |  |  |  |  |  |  |  |  |  |
|  |                                         |  |  |  |  |  |  |  |  |  |  |  |  |  |  |  |
|  | 17. Ana de Austria (=29)                |  |  |  |  |  |  |  |  |  |  |  |  |  |  |  |
|  |                                         |  |  |  |  |  |  |  |  |  |  |  |  |  |  |  |
|  |                                         |  |  |  |  |  |  |  |  |  |  |  |  |  |  |  |
|  | 4. Delfín Luis de Francia               |  |  |  |  |  |  |  |  |  |  |  |  |  |  |  |
|  |                                         |  |  |  |  |  |  |  |  |  |  |  |  |  |  |  |
|  |                                         |  |  |  |  |  |  |  |  |  |  |  |  |  |  |  |
|  | 18. Felipe IV de España                 |  |  |  |  |  |  |  |  |  |  |  |  |  |  |  |
|  |                                         |  |  |  |  |  |  |  |  |  |  |  |  |  |  |  |
|  |                                         |  |  |  |  |  |  |  |  |  |  |  |  |  |  |  |
|  | 9. María Teresa de Austria              |  |  |  |  |  |  |  |  |  |  |  |  |  |  |  |
|  |                                         |  |  |  |  |  |  |  |  |  |  |  |  |  |  |  |
|  |                                         |  |  |  |  |  |  |  |  |  |  |  |  |  |  |  |
|  | 19. Isabel de Borbón                    |  |  |  |  |  |  |  |  |  |  |  |  |  |  |  |
|  |                                         |  |  |  |  |  |  |  |  |  |  |  |  |  |  |  |
|  |                                         |  |  |  |  |  |  |  |  |  |  |  |  |  |  |  |
|  | 2. Luis de Francia                      |  |  |  |  |  |  |  |  |  |  |  |  |  |  |  |
|  |                                         |  |  |  |  |  |  |  |  |  |  |  |  |  |  |  |
|  |                                         |  |  |  |  |  |  |  |  |  |  |  |  |  |  |  |
|  | 20. Maximiliano I de Wittelsbach        |  |  |  |  |  |  |  |  |  |  |  |  |  |  |  |
|  |                                         |  |  |  |  |  |  |  |  |  |  |  |  |  |  |  |
|  |                                         |  |  |  |  |  |  |  |  |  |  |  |  |  |  |  |
|  | 10. Fernando María de Baviera           |  |  |  |  |  |  |  |  |  |  |  |  |  |  |  |
|  |                                         |  |  |  |  |  |  |  |  |  |  |  |  |  |  |  |
|  |                                         |  |  |  |  |  |  |  |  |  |  |  |  |  |  |  |
|  | 21. María Ana de Austria                |  |  |  |  |  |  |  |  |  |  |  |  |  |  |  |
|  |                                         |  |  |  |  |  |  |  |  |  |  |  |  |  |  |  |
|  |                                         |  |  |  |  |  |  |  |  |  |  |  |  |  |  |  |
|  | 5. María Ana Cristina de Baviera        |  |  |  |  |  |  |  |  |  |  |  |  |  |  |  |
|  |                                         |  |  |  |  |  |  |  |  |  |  |  |  |  |  |  |
|  |                                         |  |  |  |  |  |  |  |  |  |  |  |  |  |  |  |
|  | 22. Víctor Amadeo I de Saboya (=24)     |  |  |  |  |  |  |  |  |  |  |  |  |  |  |  |
|  |                                         |  |  |  |  |  |  |  |  |  |  |  |  |  |  |  |
|  |                                         |  |  |  |  |  |  |  |  |  |  |  |  |  |  |  |
|  | 11. Enriqueta Adelaida de Saboya        |  |  |  |  |  |  |  |  |  |  |  |  |  |  |  |
|  |                                         |  |  |  |  |  |  |  |  |  |  |  |  |  |  |  |
|  |                                         |  |  |  |  |  |  |  |  |  |  |  |  |  |  |  |
|  | 23. Cristina María de Francia (=25)     |  |  |  |  |  |  |  |  |  |  |  |  |  |  |  |
|  |                                         |  |  |  |  |  |  |  |  |  |  |  |  |  |  |  |
|  |                                         |  |  |  |  |  |  |  |  |  |  |  |  |  |  |  |
|  | 1. Luis XV de Francia                   |  |  |  |  |  |  |  |  |  |  |  |  |  |  |  |
|  |                                         |  |  |  |  |  |  |  |  |  |  |  |  |  |  |  |
|  |                                         |  |  |  |  |  |  |  |  |  |  |  |  |  |  |  |
|  | 24. Víctor Amadeo I de Saboya (=22)     |  |  |  |  |  |  |  |  |  |  |  |  |  |  |  |
|  |                                         |  |  |  |  |  |  |  |  |  |  |  |  |  |  |  |
|  |                                         |  |  |  |  |  |  |  |  |  |  |  |  |  |  |  |
|  | 12. Carlos Manuel II de Saboya          |  |  |  |  |  |  |  |  |  |  |  |  |  |  |  |
|  |                                         |  |  |  |  |  |  |  |  |  |  |  |  |  |  |  |
|  |                                         |  |  |  |  |  |  |  |  |  |  |  |  |  |  |  |
|  | 25. Cristina María de Francia (=23)     |  |  |  |  |  |  |  |  |  |  |  |  |  |  |  |
|  |                                         |  |  |  |  |  |  |  |  |  |  |  |  |  |  |  |
|  |                                         |  |  |  |  |  |  |  |  |  |  |  |  |  |  |  |
|  | 6. Víctor Amadeo II de Saboya           |  |  |  |  |  |  |  |  |  |  |  |  |  |  |  |
|  |                                         |  |  |  |  |  |  |  |  |  |  |  |  |  |  |  |
|  |                                         |  |  |  |  |  |  |  |  |  |  |  |  |  |  |  |
|  | 26. Carlos Amadeo de Saboya-Nemours     |  |  |  |  |  |  |  |  |  |  |  |  |  |  |  |
|  |                                         |  |  |  |  |  |  |  |  |  |  |  |  |  |  |  |
|  |                                         |  |  |  |  |  |  |  |  |  |  |  |  |  |  |  |
|  | 13. María Juana Bautista de Saboya      |  |  |  |  |  |  |  |  |  |  |  |  |  |  |  |
|  |                                         |  |  |  |  |  |  |  |  |  |  |  |  |  |  |  |
|  |                                         |  |  |  |  |  |  |  |  |  |  |  |  |  |  |  |
|  | 27. Isabel de Borbón-Vendôme            |  |  |  |  |  |  |  |  |  |  |  |  |  |  |  |
|  |                                         |  |  |  |  |  |  |  |  |  |  |  |  |  |  |  |
|  |                                         |  |  |  |  |  |  |  |  |  |  |  |  |  |  |  |
|  | 3. María Adelaida de Saboya             |  |  |  |  |  |  |  |  |  |  |  |  |  |  |  |
|  |                                         |  |  |  |  |  |  |  |  |  |  |  |  |  |  |  |
|  |                                         |  |  |  |  |  |  |  |  |  |  |  |  |  |  |  |
|  | 28. Luis XIII de Francia (=16)          |  |  |  |  |  |  |  |  |  |  |  |  |  |  |  |
|  |                                         |  |  |  |  |  |  |  |  |  |  |  |  |  |  |  |
|  |                                         |  |  |  |  |  |  |  |  |  |  |  |  |  |  |  |
|  | 14. Felipe de Francia, Duque de Orleans |  |  |  |  |  |  |  |  |  |  |  |  |  |  |  |
|  |                                         |  |  |  |  |  |  |  |  |  |  |  |  |  |  |  |
|  |                                         |  |  |  |  |  |  |  |  |  |  |  |  |  |  |  |
|  | 29. Ana de Austria (=17)                |  |  |  |  |  |  |  |  |  |  |  |  |  |  |  |
|  |                                         |  |  |  |  |  |  |  |  |  |  |  |  |  |  |  |
|  |                                         |  |  |  |  |  |  |  |  |  |  |  |  |  |  |  |
|  | 7. Ana María de Orleans                 |  |  |  |  |  |  |  |  |  |  |  |  |  |  |  |
|  |                                         |  |  |  |  |  |  |  |  |  |  |  |  |  |  |  |
|  |                                         |  |  |  |  |  |  |  |  |  |  |  |  |  |  |  |
|  | 30. Carlos I de Inglaterra              |  |  |  |  |  |  |  |  |  |  |  |  |  |  |  |
|  |                                         |  |  |  |  |  |  |  |  |  |  |  |  |  |  |  |
|  |                                         |  |  |  |  |  |  |  |  |  |  |  |  |  |  |  |
|  | 15. Enriqueta Ana Estuardo              |  |  |  |  |  |  |  |  |  |  |  |  |  |  |  |
|  |                                         |  |  |  |  |  |  |  |  |  |  |  |  |  |  |  |
|  |                                         |  |  |  |  |  |  |  |  |  |  |  |  |  |  |  |
|  | 31. Enriqueta María de Francia          |  |  |  |  |  |  |  |  |  |  |  |  |  |  |  |
|  |                                         |  |  |  |  |  |  |  |  |  |  |  |  |  |  |  |
|  |                                         |  |  |  |  |  |  |  |  |  |  |  |  |  |  |  |

## Representaciones en el cine
- María Antonieta, reina de Francia (Jean Delannoy, 1956), interpretado por Aimé Clariond.
- Marie Antoinette (Sofia Coppola, 2006), interpretado por Rip Torn.
- Luis XV, el sol negro, telefilme dirigido por Thierry Binisti. Producción francesa estrenada en 2009. En dicha cinta fue interpretado por Stanley Weber.
- L'échange des princesses (Cambio de Reinas) película de 2017  Producción francesa dirigida por Marc Dugain, estrenada en 2017, Igor van dessel interpreta a un joven Luis XV.
- Jeanne du Barry, producción francesa dirigida por Maïwenn, estrenada en 2023 e interpretado por Johnny Depp.[7]

## Sucesión
| Predecesor: Luis XIV                         | Rey de Francia y de Navarra Copríncipe de Andorra 1715-1774 regencia de Felipe II de Orleans (1715-1723) | Sucesor: Luis XVI                 |
| Predecesor: Luis de Francia Duque de Bretaña | Delfín de Francia 1712-1715                                                                              | Sucesor: Luis Fernando de Francia |